# Двуцветен тамарин
Двуцветен тамарин (Saguinus bicolor) е вид бозайник от семейство Остроноктести маймуни (Callitrichidae). Видът е застрашен от изчезване.

## Разпространение
Разпространен е в Бразилия (Амазонас).